# Sancia de Majorque
Sancia de Majorque, née en 1285, morte le 28 juillet 1345, dite aussi Sancha d'Aragon, était la fille du roi Jacques II, roi de Majorque et d'Esclarmonde, fille du comte Roger IV de Foix et de Brunissende de Cardona. De ce mariage célébré en 1275, le couple avait eu quatre fils, les infants Jacques, Sanche, Ferdinand et Philippe de Majorque. L'infante Sancia fut la seconde épouse de Robert d'Anjou, roi de Naples et comte de Provence. 

## Biographie
Veuf de Yolande d'Aragon depuis 1302, Robert d'Anjou se remaria à Collioure, le 20 septembre 1304 avec Sancia. Elle monta sur le trône de Naples avec son époux, le 5 mai 1309, à la mort de son beau-père Charles II. Leur mariage fut sans enfant. Elle accompagna son époux à Marseille, le 22 mai 1319, qui allait se recueillir devant les reliques de son frère saint Louis d'Anjou.
Elle accueillit à la Cour de Naples, son frère l’infant Philippe, entré chez les franciscains. Celui-ci voulant pratiquer à la lettre la règle de saint François, réunit autour de lui un groupe qui prit le nom de « frères de la pauvre vie », une branche des fraticelles ou zelanti. Ce groupe eut dès lors une grande influence sur le roi et la reine consort de Naples ainsi que sur Delphine de Sabran, confidente de Sancia. Philippe de Majorque demanda à sa sœur et à son beau-frère d'intervenir auprès de la papauté d'Avignon pour obtenir les privilèges nécessaires à la transformation de l'abbaye Santa-Chiara en un lieu où serait accueillis les « frères de la pauvre vie ». Par trois lettres bullées, datées des 24 juin 1336, 20 février 1337 et 7 août 1340, Benoît XII mit fin à leurs espoirs.
Après la mort de Philippe de Majorque, en 1342, Robert d’Anjou et la reine Sancia restèrent sous l’influence des « frères de la pauvre vie ». De plus leurs chapelains, Andréa de Galiano et Pietro de Cadeneto étaient des disciples de Michel de Césène. Les souverains avaient accueilli au Castel Nuovo deux évêques spirituels, Jean de Bertholeo, qui venait d’être relevé de son siège de Calvi, et Guillaume de Scala, qui devint confesseur de la reine. Le pire de tous était le Fra Roberto, ami personnel d'Angelo Clareto, le chef de file des Fraticelles. 
À la mort de son époux, le 20 janvier 1343, elle devint reine-mère, régente du royaume et tutrice de la reine Jeanne. Dans son testament, daté du 16 janvier 1343, le roi de Naples avait institué un conseil de régence jusqu’à la majorité de sa petite-fille fixée à vingt-cinq ans. Il était composé de la reine Sancia, de Philippe de Cabassolle, évêque de Cavaillon et chancelier du Royaume, de Filippo de Sanguinetto, Sénéchal de Provence, et de l’amiral Giffredo di Marzano. Quand Pétrarque arriva à Naples, en septembre 1343, en tant qu'ambassadeur du pape Clément VI, il découvrit un royaume semblable à « un navire que ses pilotes conduiraient au naufrage ». Il mit particulièrement en cause le Fra Roberto, de son vrai nom Roberto de Mileto. Ce petit homme gras, couvert de haillons, toujours appuyé sur une canne et ne portant ni chapeau, ni couvre-chef, lui sembla être le comble de l’abjection et il le décrivit tel « un horrible animal à trois pattes ». Un an après, sous l'influence de ses confesseurs et chapelains, Sancia marqua l’anniversaire de ce décès, le 20 janvier, en trahissant son engagement et en entrant à Santa-Croce, dont on disait que c’était le couvent des enterrées vives (sepolte vive). Elle y mourut le 28 juillet 1345. Elle n'a pas été officiellement béatifiée, mais son culte est autorisé dans l'Ordre franciscain.
À l'époque de la reine Jeanne II d'Anjou, comme le couvent se trouvait en dehors des remparts de la ville, les religieuses furent transférées au couvent de la basilique Sainte-Claire, ainsi que la dépouille de la reine Sancia, dont on a aujourd'hui perdu toute trace.